# Janko Vukotić
Janko Vukotić, črnogorski general in politik, * 18. februar 1866, Čevo, Črna gora, † 4. februar 1927, Beograd.
Vojaško izobrazbo je pridobil v Modeni. Poveljeval je v prvi balkanski vojni in prvi svetovni vojni ter deloval tudi v črnogorski vladi. Do konca vojaške kariere je napredoval do čina armadnega generala (v vojski Kraljevine SHS).